# Luca (film)
Luca is een Amerikaanse computeranimatiefilm uit 2021, geregisseerd door Enrico Casarosa en geproduceerd door Pixar Animation Studios in samenwerking met Walt Disney Animation Studios. Luca ging in première in het Aquarium van Genua op 13 juni 2021 en zou oorspronkelijk op 18 juni 2021 in de bioscoop worden uitgebracht in de Verenigde Staten. Als reactie op de aanhoudende COVID-19-pandemie werd de film echter direct-to-streaming uitgebracht op Disney+, samen met een gelijktijdige beperkte oplage in het El Capitan Theatre in Hollywood en in landen zonder de streamingdienst.

## Verhaal
Tussen de jaren 1950 en 1960 is Luca Paguro een pre-adolescent zeemonster dat leeft op de bodem van de Ligurische Zee, in de buurt van het fictieve stadje Portorosso. Luca brengt zijn dagen door als herder en verzamelt scholen vissen. Zijn ouders, Daniela en Lorenzo, voorkomen dat hij naar boven komt uit angst dat mensen hem kunnen doden, maar deze beperking verveelt Luca. Op een dag, in twijfel of hij naar de oppervlakte zal gaan of niet, ontmoet hij een ander jong zeemonster genaamd Alberto Scorfano, die vele malen op aarde is geweest op een eilandje in de buurt van Portorosso. Wanneer hij hem vraagt hem te volgen, ontdekt Luca dat zowel hij als Alberto in mensen kunnen veranderen als ze op de grond opdrogen. Ze gaan dan naar de schuilplaats van Alberto, een kleine toren op het eiland vol met verzamelobjecten, waar Alberto beweert bij zijn vader te wonen. Hier vindt Luca een poster met daarop een Vespa en de twee besluiten er de volgende dagen door te brengen om er een helemaal opnieuw te maken, terwijl Luca zijn dubbelleven voor zijn ouders verborgen probeert te houden, alleen pratend met zijn grootmoeder, die haar geheim houdt.
Al snel komen Lorenzo en Daniela erachter wat Luca aan het doen is en besluiten hun zoon dieper de oceaan in te sturen naar zijn oom Ugo, de broer van Lorenzo. Geschokt ontsnapt Luca met Alberto naar de oppervlakte en samen gaan ze naar Portorosso, een typisch dorp van kleurrijke huizen aan de Ligurische kust, waar ze al snel de woede van de lokale pestkop aantrekken: de meervoudig kampioen van de Portorosso Cup, Ercole Visconti. Net als Ercole op het punt staat Luca's hoofd onder te dompelen in een fontein (die zijn identiteit als zeemonster zou onthullen), worden de twee gered door een meisje genaamd Giulia Marcovaldo, die hen meeneemt naar haar huis waar ze woont met haar vader Massimo. ervaren visjager die al jaren probeert een zeemonster te doden, omdat hij er erg bang voor is. Ondertussen kunnen Daniela en Lorenzo Luca nergens vinden, dus besluiten ze terug te gaan naar de oppervlakte om hem te zoeken. Terwijl ze daar zijn, beginnen ze water te sprenkelen op sommige kinderen om Luca te vinden.
Luca, Alberto en Giulia besluiten deel te nemen aan de Portorosso Cup om een Vespa te winnen. De race bestaat uit drie uitdagingen: zwemmen, een bord pasta eten en fietsen door de steegjes van de stad. De drie besluiten de uitdagingen te delen: Giulia neemt het op zich om te zwemmen, Alberto om pasta te eten en Luca om te fietsen. Na verloop van tijd begint Ercole de jongens te wantrouwen en Luca en Giulia beginnen dichterbij te komen. Als Giulia praat over naar school gaan in Genua, waar ze bij haar moeder woont, aangezien ze alleen de zomer in Portorosso doorbrengt met Massimo, begint Luca belangstelling voor het onderwerp te krijgen. Alberto, jaloers, laat hem en Luca in de open zee vallen. Eenmaal uit het water, na een ruzie, onthult Alberto zijn identiteit aan Giulia zodra Luca zegt dat hij met haar naar school wil. Dan valt Ercole Alberto aan, samen met zijn vrienden, Ciccio en Guido, maar Luca zwijgt over zijn ware identiteit. Alberto voelt zich verraden en trekt zich terug in zijn schuilplaats.
Terug thuis giet Giulia water over Luca en onthult zijn identiteit als zeemonster. Echter, in plaats van hem te veroordelen, is Giulia bang dat iemand Luca pijn zou kunnen doen als hij er ooit achter komt en stuurt hem weg. Luca vindt Alberto in zijn schuilplaats, die hem onthult dat hij alleen woont sinds zijn vader hem in de steek heeft gelaten. Luca besluit in naam van hun vriendschap toch mee te doen aan de Portorosso Cup. Op de afgesproken dag rijden Luca en Giulia zonder Alberto in de race. Na het voltooien van twee van de uitdagingen, beginnen ze aan de fietstocht. Op een gegeven moment begint het te regenen en probeert Luca te voorkomen dat hij weer in een zeemonster verandert door een vergiet te dragen. Wanneer Alberto Luca probeert te helpen, transformeert hij en gooit Ercole een net naar hem. Zelfs wetende dat zijn geheim zou worden onthuld, rent Luca in de regen om zijn vriend te redden. Giulia slaat Ercole om te voorkomen dat hij hen pijn doet, maar raakt uiteindelijk gewond. Luca en Alberto nemen haar mee terug naar de stad. Als ze aankomen, probeert Ercole Luca te doden met een speer, maar Luca wijst hem af door zichzelf te verdedigen. De hele stad Portorosso ziet dat de zeemonsters niet zo gevaarlijk zijn, vooral Massimo, die de jongens bedankt voor het helpen van zijn dochter.
Luca wordt herenigd met zijn ouders, dus vieren ze het in het huis van Giulia. Alberto onthult later dat hij de Vespa heeft verkocht die hij en Luca hebben gewonnen in de race om Luca een kaartje te kopen zodat hij met Giulia naar school kan. De film eindigt met Luca's familie, Massimo en Alberto (die besloten in Portorosso te blijven) die Luca en Giulia het treinstation zien verlaten. Tijdens de aftiteling kun je enkele beelden zien van de toekomstige ervaringen die de hoofdrolspelers zullen maken naar aanleiding van de gebeurtenissen in de film.

## Stemverdeling
| Personage           | Engelse stem      | Nederlandse stem      | Vlaamse stem       |
| ------------------- | ----------------- | --------------------- | ------------------ |
| Luca Paguro         | Jacob Tremblay    | Jack Toorop           | Arthur De paepe    |
| Alberto Scorfano    | Jack Dylan Grazer | Jules Vosmaer         | Matteo Heyrman     |
| Giulia Marcovaldo   | Emma Berman       | Daysha Ligeon         | Sophia Couvreur    |
| Ercole Visconti     | Saverio Raimondo  | Buddy Vedder          | Andres Vercoutere  |
| Daniela Paguro      | Maya Rudolph      | Margôt Ros            | Gerdy Swennen      |
| Massimo Marcovaldo  | Marco Barricelli  | Marcel Jonker         | Peter Van de Velde |
| Lorenzo Paguro      | Jim Gaffigan      | Waldemar Torenstra    | Iwein Segers       |
| Ciccio              | Peter Sohn        | Boyan van der Heijden | Andres Vercoutere  |
| Guido               | Lorenzo Crisci    | Jip Bartels           | Reuben De Boel     |
| Signora Marsigliese | Marina Massironi  | Quinty Trustfull      | Karina Mertens     |
| Oma Paguro          | Sandy Martin      | Patty Paff            | Katelijne Verbeke  |
| Oom Ugo             | Sacha Baron Cohen | Simon Zwiers          | Marc Peeters       |

Deze Disney- Film had tot voorjaar 2022 geen Vlaamse versie.

## Productie

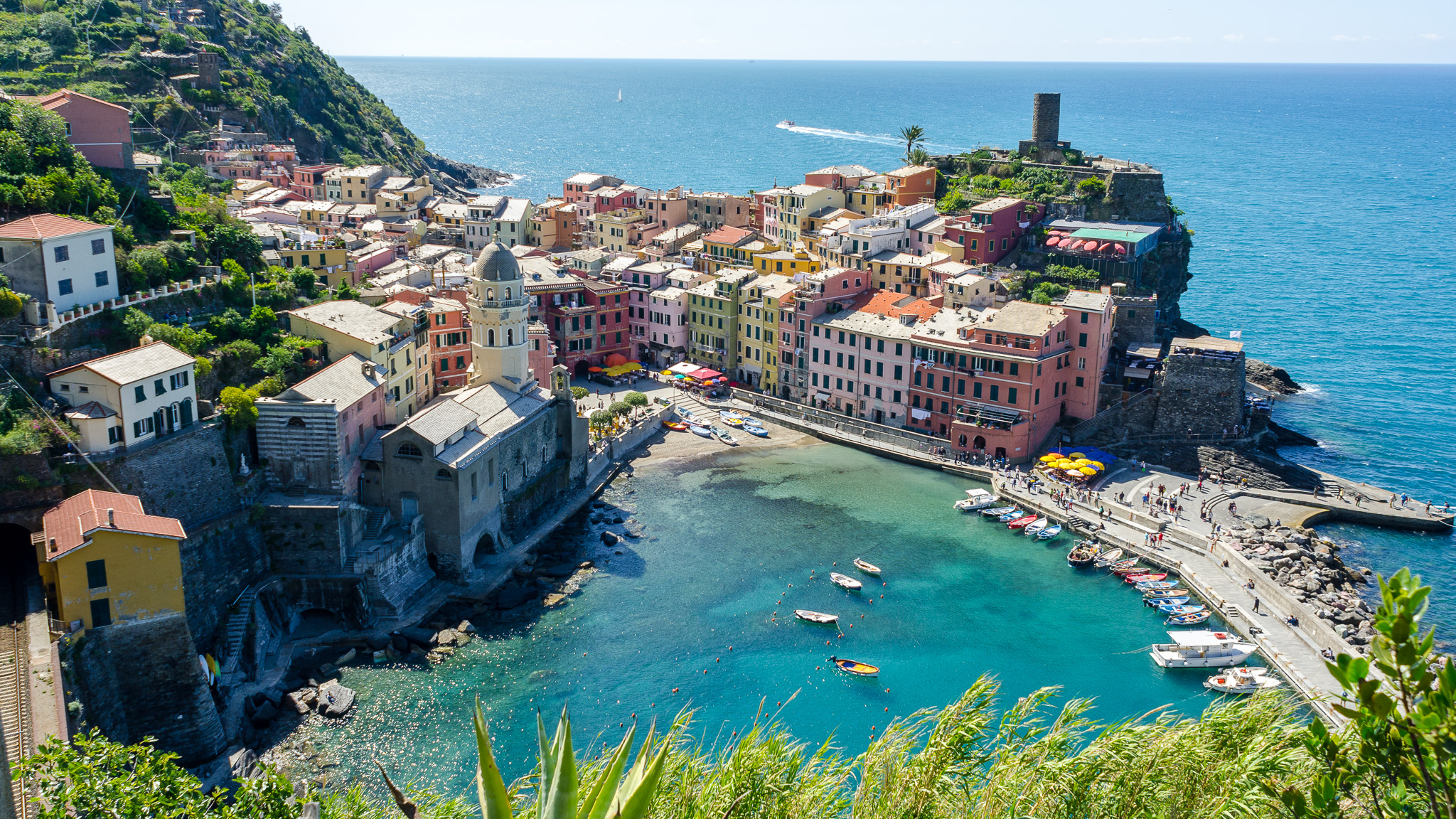
Ter voorbereiding bezocht de animatieafdeling van Pixar de Italiaanse Rivièra, op de foto Vernazza

Voor de Italiaanse regisseur Enrico Casarosa is het zijn speelfilmdebuut, die in 2012 werd genomineerd voor een Oscar voor zijn korte film La Luna. Voor Casarosa is Luca een diep persoonlijk verhaal, niet alleen omdat het zich afspeelt aan de Italiaanse Rivièra, waar de regisseur opgroeide. De kern van deze film waarin een vriendschap is, verwijst ook naar zijn eigen biografie en ook Luca gaat over zo'n verbinding. Casarosa herinnert zich zijn beste vriend die hij ontmoette toen hij 11 jaar oud was. Zijn gezinssituatie was een beetje chaotisch, waardoor hij kon doen wat hij wilde. Hij was ook een beetje een onruststoker. In de film komt dit overeen met Alberto, die zijn vriend Luca beweegt om de zee te verlaten.
Casarosa wilde ook de film maken om de hele wereld naar Italië te brengen, naar dit kleine, pittoreske stadje dat lijkt op kleine steden als die waar hij opgroeide en zijn zomers als kind doorbracht. Casarosa begrijpt het motief van het zeemonster ook als een metafoor voor het gevoel anders te zijn.
Als voorbereiding op de productie stuurde Pixar Animation Studios verschillende medewerkers van de animatieafdeling op een 'onderzoeksreis' naar de Italiaanse Rivièra, waar ze foto's maakten van het landschap en de mensen in de regio. Uiteindelijk toont de film de Rivièra in een flair van de jaren vijftig en zestig, die Casarosa beschrijft als een "gouden eeuw die tijdloos aanvoelt".
Jacob Tremblay leent zijn stem aan de 12-jarige zeemonsterjongen Luca Paguro. "Paguro" is het Italiaanse woord voor de heremietkreeft. Jack Dylan Grazer spreekt in de originele Alberto Scorfano, Lucas uiterst nieuwsgierig en beste vriend en ook een zeemonsterjongen. "Scorfano" verwijst naar vertegenwoordigers van de familie van schorpioenvissen.
Oorspronkelijk wilde Casarosa de Italiaanse filmcomponist Ennio Morricone voor zich winnen voor zijn film. Hij stierf echter in juli 2020 voordat hij hem dat kon vragen. Uiteindelijk kreeg Dan Romer deze taak toevertrouwd. Het soundtrackalbum met in totaal 30 muziekstukken werd op 18 juni 2021 als download uitgebracht door Walt Disney Records.

## Release
Pixar presenteerde eind februari 2021 de eerste trailer. De film werd op 18 juni 2021 wereldwijd uitgebracht op Disney+. De première vond plaats op 13 juni 2021 in het Aquarium van Genua.

## Ontvangst
De film kreeg over het algemeen positieve kritieken van de Amerikaanse filmpers. Op Rotten Tomatoes heeft Luca een waarde van 90% en een gemiddelde score van 7,30/10, gebaseerd op 243 recensies. Op Metacritic heeft de film een gemiddelde score van 71/100, gebaseerd op 51 recensies.